# برمودو الثالث ملك ليون
برمودو الثالث (1017 – 4 سبتمبر 1037) ملك ليون منذ عام 1028 م وحتى مقتله في 4 سبتمبر 1037 م، وابن الملك ألفونسو الخامس ملك ليون وإلبيرة مينينديث أبنة كونت مينيدو غونثالفيث، وآخر ملوك ليون من سلالة بيريث، والذي حمل لقب إمبراطور جليقية عام 1025 م.

## سيرته
في عام 1029 م، كان غارسيا سانشيث كونت قشتالة على وشك الزواج من سانشا الليونية شقيقة برمودو الكبرى، إلا أن الكونت قتل في ليون. عندئذ، طالب سانشو الثالث ملك نافارا بحق زوجته في كونتية قشتالة، وعيّن ابنه فرناندو كونتًا على قشتالة. استولى سانشو بعد ذلك على الأراضي الواقعة بين نهري ثيا وبيسويرغا، ثم دبر لزواج ابنه فرناندو من سانشا الليونية شقيقة برمودو عام 1032 م. وفي عام 1034 م، انتزع مدينة ليون نفسها من برمودو الذي انسحب إلى جليقية. توفي سانشو بعدئذ عام 1035 م، فعاد برمودو على الفور لليون وبدأ في إعداد حملة لاستعادة الأراضي التي انتزعها سانشو بين نهري ثيا وبيسويرغا، غير أنه قتل على يد صهره وخليفة سانشو فرناندو الأول ملك قشتالة في 4 سبتمبر 1037 م في معركة تامارون.
توفي برمودو دون وريث، فورثته أخته سانشا وزوجها فرناندو الذي توّج في 22 يونيو 1038 م، كأول ملك لمملكة ليون من سلالة خيمينيز، موحدًا بذلك مملكتي ليون وقشتالة.

## زواجه

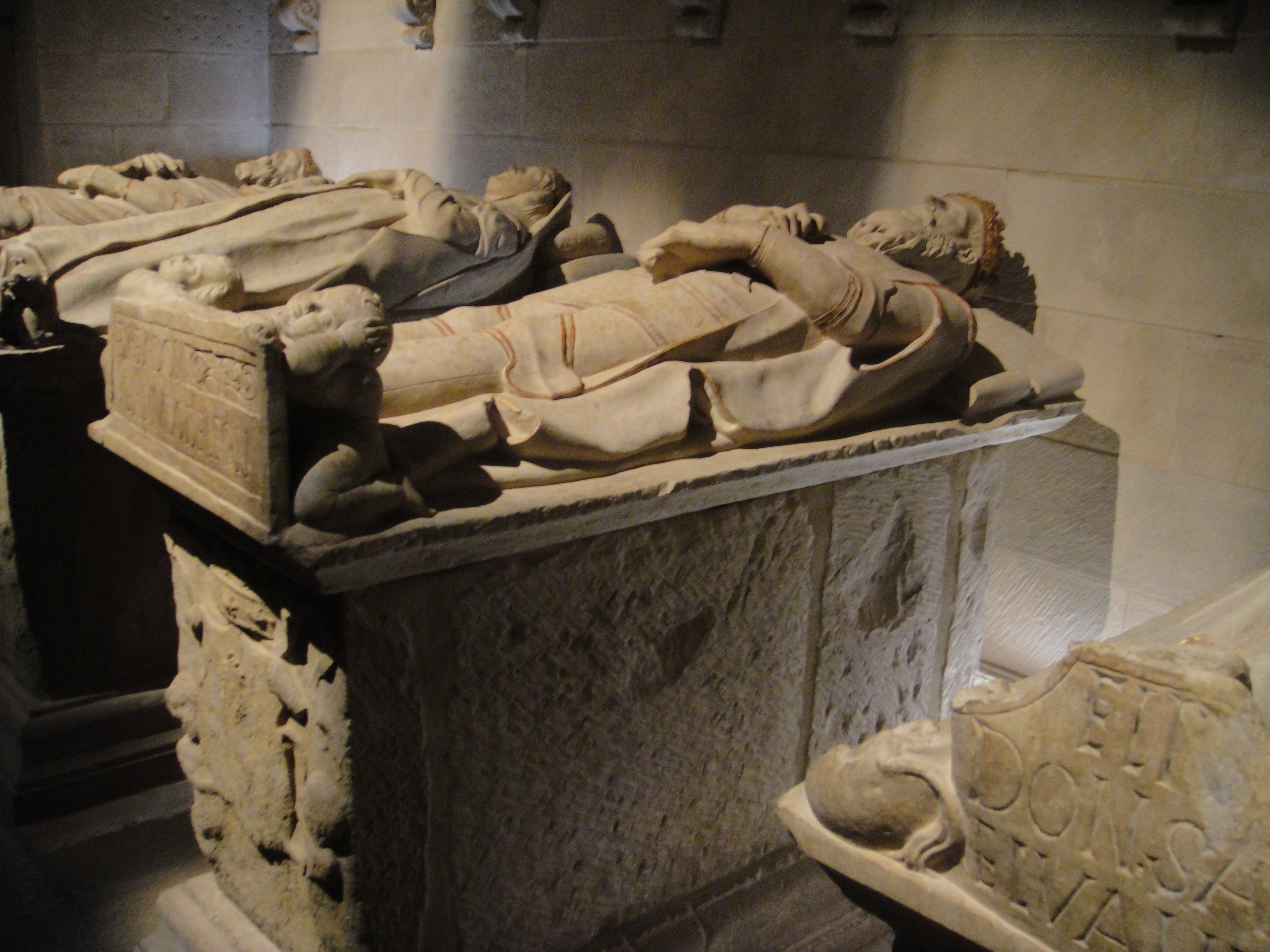
قبر برمودو الثالث ملك ليون.

تزوج برمودو من خيمينا ابنة سانشو الثالث ملك نافارا، وأنجب برمودو ولدًا واحدًا اسمه ألفونسو مات رضيعًا عام 1030 م.

## وصلات خارجية
- Justo Pérez de Urbel and Ricardo Del Arco y Garay, Historia de España, vol. 6, España cristiana, comienzo de la reconquista (711-I038), 2d ed. (Madrid, 1964)
- Bernard F. Reilly, The Kingdom of León-Castilla under King Alfonso VI, Philadelphia: University of Pennsylvania Press. 1998